# Hemidactylium scutatum
La salamandra de cuatro dedos ( Hemidactylium scutatum ) es una salamandra apulmonadas originaria del este de América del Norte. Es la única especie del género monotípico Hemidactylium .

## Descripción

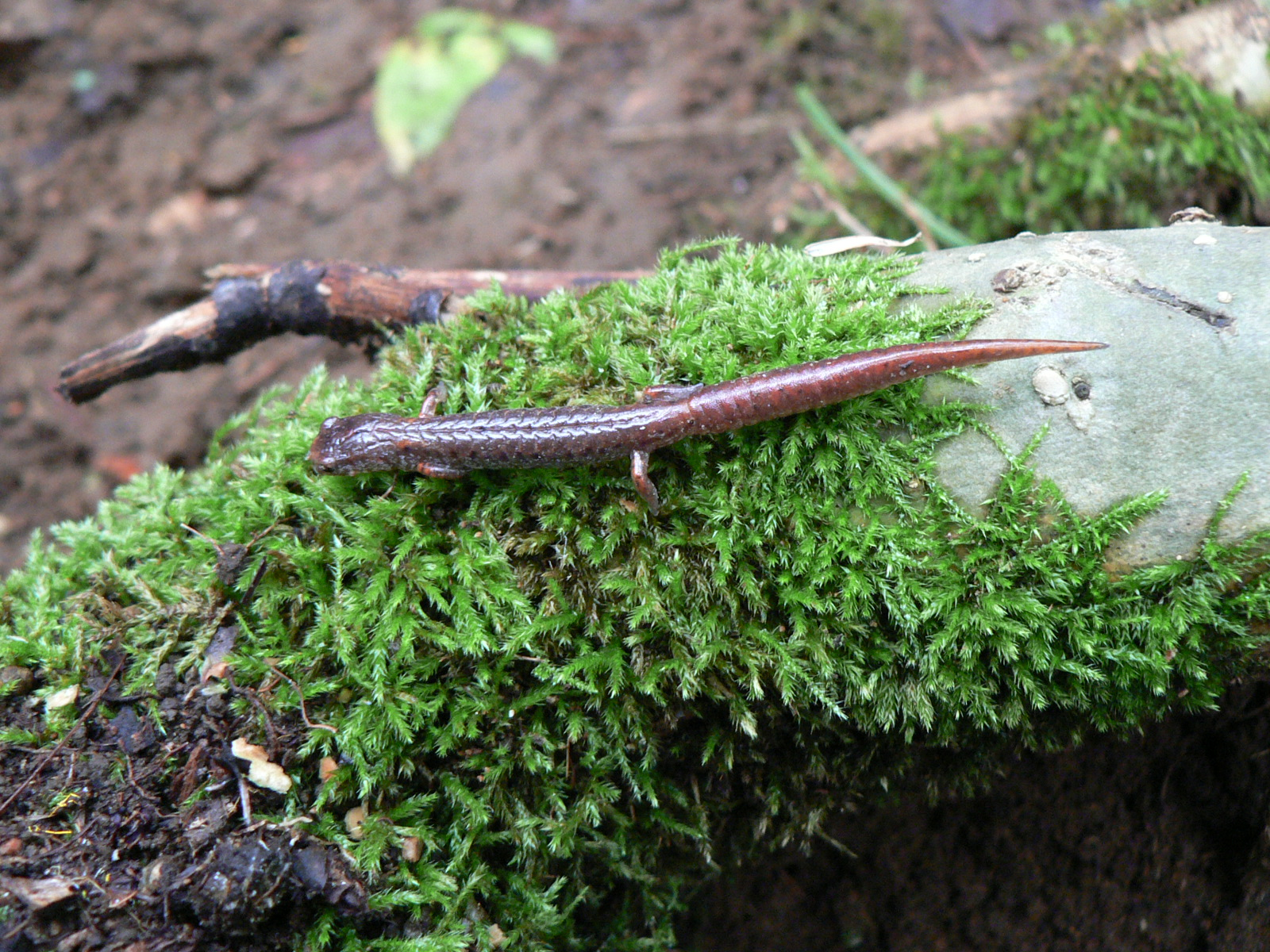
H. scutatum tiene una clara constricción basal de la cola

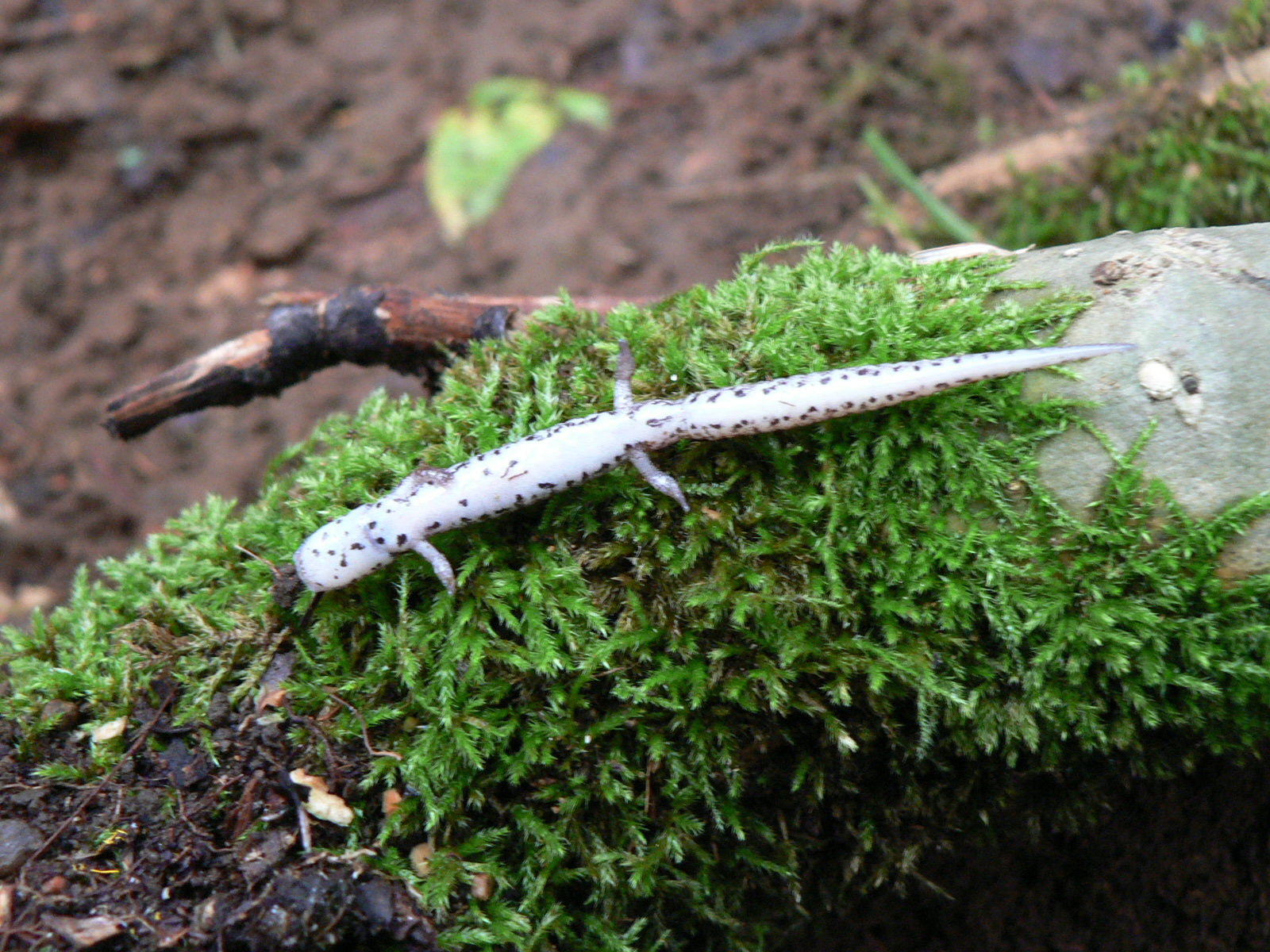
La superficie ventral es de color blanco brillante, con manchas negras dispersas.

La salamandra de cuatro dedos se puede reconocer por su vientre blanco salpicado de puntos negros. Su espalda varía de marrón anaranjado a marrón rojizo; sus flancos son grisáceos. El cuerpo y las extremidades son alargados. El hocico es corto y los ojos son prominentes. El color de la cola suele ser más brillante que el de la espalda, y se puede observar una constricción en la unión entre el cuerpo y la cola. Las extremidades posteriores tienen cuatro dedos (de ahí su nombre), un buen criterio de identificación pero difícil de usar en el campo. Esta especie rara vez supera los 10 centímetros (4 plg) de longitud. Los sexos son similares, excepto por la forma de la cabeza. Los machos tienen hocicos alargados y casi cuadrados, mientras que las hembras tienen hocicos cortos y redondos. Las crías muestran una cola más corta que el cuerpo.
La salamandra de cuatro dedos se puede confundir fácilmente con la salamandra de espalda roja ( Plethodon cinereus ) en la naturaleza. El vientre de la salamandra de cuatro dedos se parece más al color de la pimienta. No hay constricción en la cola y las extremidades posteriores muestran cinco dígitos.

## Reproducción
El apareamiento ocurre en áreas terrestres a lo largo de los meses de otoño. A principios de la primavera, las hembras anidan en tierra, a lo largo de las orillas de pequeños estanques. Después del período embrionario de 4 a 6 semanas, las larvas eclosionan y se dirigen al estanque adyacente. Las salamandras de cuatro dedos pasan por un período larvario acuático relativamente corto, en comparación con otras especies de la misma familia, que oscila entre 3 y 6 semanas.

## Autodefensa
La salamandra de cuatro dedos tiene tres formas principales de autodefensa contra los depredadores. La primera es que se quita la cola a propósito para distraer al enemigo que cuando se desprende, todavía se está moviendo. El enemigo se distrae, dando tiempo a la salamandra para escapar. La segunda forma de defensa es hacerse el muerto. Cuando se siente amenazada, esta salamandra tendrá una breve ráfaga de golpes violentos y luego se detendrá en seco. Permanecerá congelado así hasta que sienta que la amenaza ha desaparecido (Sass y Anderson, 2011). La tercera y última forma de defensa es acurrucarse y poner la cola sobre su espalda, ofreciéndola a cambio de su vida.

## Comportamiento de anidamiento
Hay tres métodos de anidación que se han documentado en las hembras de H. scutatum, que pueden caer en una de dos categorías: anidación solitaria o comunal / conjunta. Los nidos solitarios ponen y crían solo sus huevos. La anidación comunal es normalmente una hembra empollando los huevos de dos o más, llegando a 14 hembras de la misma especie. En este método, las hembras ponen sus huevos y abandonan el nido, o bien se quedan para empollar sus huevos y los de las hembras que desertan. Alrededor de un tercio de los nidos de una población son nidos conjuntos, mientras que entre el 50% y el 70% de las hembras ponen sus huevos en nidos conjuntos cada año.
La oofagia también se ha informado en H. scutatum, donde una hembra comería varios huevos de otra hembra antes de poner sus huevos en un nido comunal.

## Hábitat

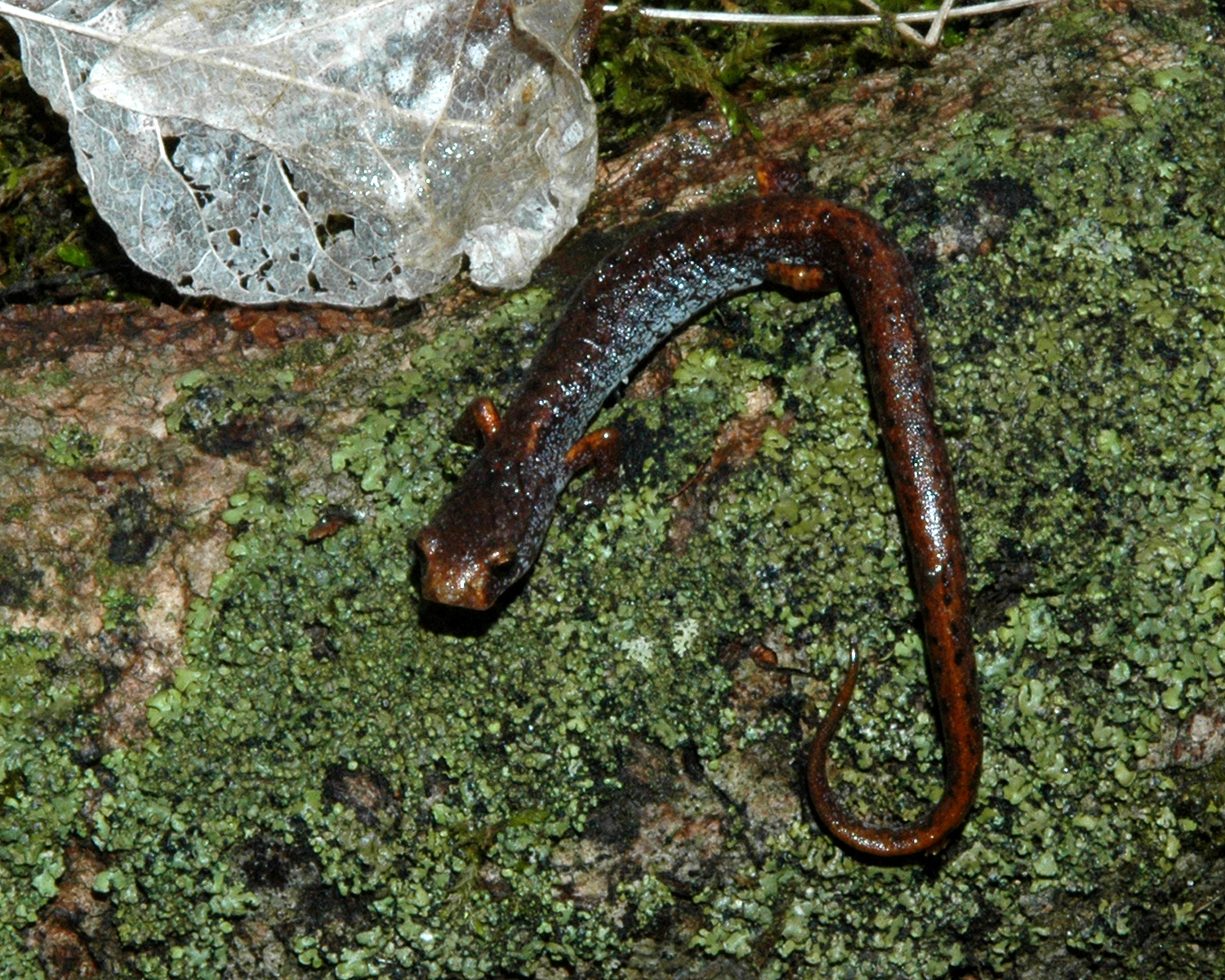
Salamandra de cuatro dedos (Hemidactylium scutatum), Vermilion Co., Illinois (26 de febrero de 2009)

Los hábitats favoritos de esta especie son los pantanos de esfagno, áreas cubiertas de hierba con estanques, y bosques caducifolios o mixtos ricos en musgos. La salamandra de cuatro dedos usará los pantanos de esfagno durante la reproducción, pero usa el hábitat del bosque durante el verano. Pasa el invierno en el hábitat terrestre, utilizando viejas madrigueras o cavidades creadas por raíces en descomposición, por debajo de la profundidad de congelación. Frecuentemente pasará el invierno en grupos, a veces con otros anfibios como la salamandra de lomo rojo .
En Canadá, la salamandra de cuatro dedos se puede encontrar en el sur de Ontario y Quebec, en Nueva Escocia, y se encontró una población en New Brunswick en 1983. En los Estados Unidos, se puede encontrar desde Maine hasta Minnesota pasando por el sur de Alabama. También se han encontrado en el este de Kentucky.
El área de distribución de la especie no se conoce. Se creía que los diferentes elementos de su hábitat (reproducción, verano e hibernación) tenían que estar dentro de 100 m entre sí, pero las observaciones recientes podrían sugerir que esto es una subestimación.

## Dieta
Las salamandras de cuatro dedos se alimentan principalmente de pequeños invertebrados, como arañas, gusanos, garrapatas, colémbolos (collembola), escarabajos terrestres (Carabidae) y otros insectos. A las larvas les encantan los pequeños crustáceos acuáticos.

## Depredación
Las larvas son consumidas por otras salamandras (adultas y larvas), peces y escarabajos acuáticos. Musarañas, serpientes y algunos escarabajos terrestres se dan un festín con esta especie. Cuando se siente amenazado, H. scutatum usará la autotomía (deja caer la cola, todavía moviéndose) para distraer la atención de los depredadores.

## Estado de conservación
Aunque es raro, o al menos rara vez se ve en Canadá, el Comité sobre el Estado de la Vida Silvestre en Peligro de Extinción en Canadá (COSEWIC) no considera que H. scutatum esté en riesgo. También está catalogada como una especie de menor preocupación por la Unión Internacional para la Conversación de la Naturaleza (UICN) debido a la amplia distribución y supuesta gran población. Pero está en riesgo en algunas provincias como en Quebec (S3 Raro en la provincia; generalmente entre 20 y 100 presencias en la provincia; puede tener menor presencia, pero tiene una gran cantidad de individuos en algunas poblaciones; puede ser susceptible a grandes perturbaciones de escala). Su estado en los Estados Unidos varía de amenazado (Illinois), en peligro (Minnesota) y de preocupación especial (Wisconsin, Ohio y Missouri).